# خرائط أبحاث مايكروسوفت
خرائط أبحاث مايكروسوفت Microsoft Research Maps (MSR Maps) مستودع مجاني عبر الإنترنت للصور الجوية للمجال العام والخرائط الطبوغرافية التي قدمتها هيئة المسح الجيولوجي الأمريكية (USGS). كان الموقع عبارة عن تعاون بين أبحاث مايكروسوفت (MSR) و Bing Maps و USGS. كان يعمل من يونيو 1998 إلى مارس 2016. كان لديها 30.000 إلى 50.000 زائر يوميًا اعتبارًا من يناير 2010. تمت إعادة تسمية الموقع في عام 2010، قبل ذلك كان يُعرف باسم تيرا سيرفير يو أس أي  (المعروف سابقًا باسم مايكروسوفت تيرا سيرفير).
كان الموقع يحتوي على صور جوية بالأبيض والأسود من هيئة المسح الجيولوجي الأمريكية لما يقرب من 97 ٪ من الولايات المتحدة. في عام 2000، أطلقت هيئة المسح الجيولوجي الأمريكية برنامج المناطق الحضرية الجديد، والذي سيأخذ في النهاية صورًا جوية ملونة عالية الدقة لحوالي 100 مدينة أمريكية كبرى. تحتوي خرائط أبحاث مايكروسوفت على بيانات المناطق الحضرية لـ 40 مدينة. 
أعلنت مايكروسوفت أن موقع الويب الخاص بخرائط أبحاث مايكروسوفت سيغلق نهائيًا في 1 مايو 2012 ،  ولكن في وقت لاحق غيرت هذا القرار بناءً على طلبات من مستخدمي الموقع. اعتبارًا من مارس 2016 ، لم يعد الموقع متاحًا.

## تاريخه
على الرغم من أنه كان على الإنترنت في وقت مبكر من ديسمبر 1997 ، فقد تم الكشف عن الموقع رسميًا في 24 يونيو 1998 ، كجزء من اتفاقية مدتها 18 شهرًا بين مايكروسوفت وCompaq و Aerial Images of Raleigh في ولاية نورث كارولينا. تم إنشاؤه كنظام توضيحي للإعلان عن قابلية التوسع في خادم ويندوز إن تي وSQL Server من مايكروسوفت، واستخدمت صورًا من هيئة المسح الجيولوجي الأمريكية (USGS) و (وكالة الفضاء الفيدرالية الروسية) Sovinformsputnik.
تيرا سيرفير هو من بنات أفكار الباحث الحائز على جائزة تورينج في أنظمة قواعد البيانات، جيم جراي. قبل وفاته، واصل جراي هذا العمل، حيث طور Microsoft Virtual Earth وبدأ مشروعًا مشابهًا أصبح التلسكوب العالمي.
في كانون الثاني (يناير) 2000، قسمت مايكروسوفت و Aerial Images ، التي أصبحت الآن تيرا سيرفير.com، Inc. عملياتهما، وأنشأت موقعين متوازيين من تيرا سيرفير. تسببت الثنائية في حدوث ارتباك بين متصفحي الويب حتى تغيير اسم مايكروسوفت في عام 2010. قامت شركة تيرا سيرفير.com، Inc. المالكة للعلامة التجارية  تيرا سيرفير، برفع دعوى قضائية  في عام 2008 في محكمة اتحادية بولاية نورث كارولينا، مطالبة بتعويضات مالية ومطالبة مايكروسوفت بإيقاف استخدام علامة تيرا سيرفير التجارية.
كان اسم تيرا سيرفير تلاعبًا بالكلمات، حيث تشير Terra إلى «الأرض» وأيضًا إلى تيرابايت الصور المخزنة على الموقع.

## أنظر أيضا
- الخريطة الوطنية

## الروابط الخارجية
- MSRMaps.com